# The Human Stain (filme)
The Human Stain (bra: Revelações; prt: Culpa Humana) é um filme teuto-norte-americano de 2003 dirigido por Robert Benton, com roteiro de Nicholas Meyer baseado no romance homônimo de Philip Roth.

## Sinopse
O veterano professor Coleman Silk, casado há mais de 50 anos, tem sua vida devastada depois de ser acusado de racista e se exonerar da universidade em que trabalhava e que ajudou a reerguer institucionalmente. Seu passado volta em flashes a partir da amizade que estabelece com um escritor em bloqueio de criação e seu envolvimento com uma mulher trinta anos mais jovem, com um passado de sofrimento e dor.

## Elenco
| Ator               | Papel                |
| ------------------ | -------------------- |
| Anthony Hopkins    | Coleman Silk         |
| Nicole Kidman      | Faunia Farley        |
| Ed Harris          | Lester Farley        |
| Gary Sinise        | Nathan Zuckerman     |
| Wentworth Miller   | Coleman Silk (jovem) |
| Jacinda Barrett    | Steena Paulsson      |
| Harry Lennix       | Sr. Silk             |
| Clark Gregg        | Nelson Primus        |
| Anna Deavere Smith | Srt. Silk            |
| Lizan Mitchell     | Ernestine            |
| Kerry Washington   | Ellie                |
| Phyllis Newman     | Iris Silk            |
| Margo Martindale   | Psicóloga            |
| Ron Canada         | Herb Keble           |
| Mili Avital        | Iris (jovem)         |
| Danny Blanco Hall  | Walter               |
| Marie Michel       | Ernestine (jovem)    |
| Anne Dudek         | Lisa Silk            |

## Recepção
No agregador de críticas Rotten Tomatoes, que categoriza as opiniões apenas como positivas ou negativas, o filme tem um índice de aprovação de 42% calculado com base em 155 comentários dos críticos que é seguido do consenso:"Embora a atuação seja boa, as pistas são mal transmitidas e a história é menos poderosa na tela do que na página." Já no agregador Metacritic, com base em 39 opiniões de críticos que escrevem para a imprensa tradicional, o filme tem uma média ponderada de 57 entre 100, com a indicação de "revisões mistas ou neutras".